# Skyworks Interactive
Skyworks Interactive (anciennement Skyworks Technologies) est un studio de développement de jeux vidéo fondé en 1995 et disparu en 2014. Il est fondé par des anciens d'Activision et d'Absolute Entertainment.

## Ludographie
- 2003 : Quad Desert Fury (Game Boy Advance)
- 2004 : Texas Hold 'Em Poker (Game Boy Advance)
- 2004 : Monster Trucks (Game Boy Advance)
- 2004 : Shrek 2 (téléphones portables)
- 2005 : Rec Room Challenge, inclus Darts, Roll-a-Ball et Shuffle Bowl (Game Boy Advance)
- 2005 : Sports Pack, inclus Paintball Splat!, Dodgeball Dodge This! et Big Alley Bowling (Game Boy Advance)
- 2006 : ATV Quad Frenzy (Nintendo DS)
- 2006 : Golden Nugget Casino DS (Nintendo DS)
- 2006 : Monster Trucks DS (Nintendo DS)
- 2007 : F24: Stealth Fighter (Game Boy Advance, Nintendo DS)
- 2007 : Wiffle Ball
- 2007 : Major League Baseball 2K7 (Game Boy Advance, Nintendo DS)
- 2009 : World Cup Table Tennis (iOS)
- 2009 : Skyscrapers (iOS)
- 2009 : Boardwalk Games (iOS)
- 2009 : Spill Da' Milk (iOS)
- 2009 : Highland Pub Darts (iOS)
- 2009 : Speedback (iOS)
- 2009 : Slapshot Frenzy (iOS)
- 2010 : Stellar Blast (iOS)
- 2010 : Tiki Heads (iOS)
- 2010 : Burst Da' Balloons (iOS)
- 2010 : Arcade Hoops Basketball (iOS)
- 2011 : World Cup Table Tennis (iOS)
- 2011 : Slyde the Frog (iOS)
- 2013 : Ugh! (iOS)